# Penijõe
Penijõe – wieś w Estonii, w prowincji Lääne, w gminie Lihula. W okolicach miejscowości ma swoje źródła rzeka Penijõgi wpadająca do rzeki Kasari Kasari.